# Границя витривалості

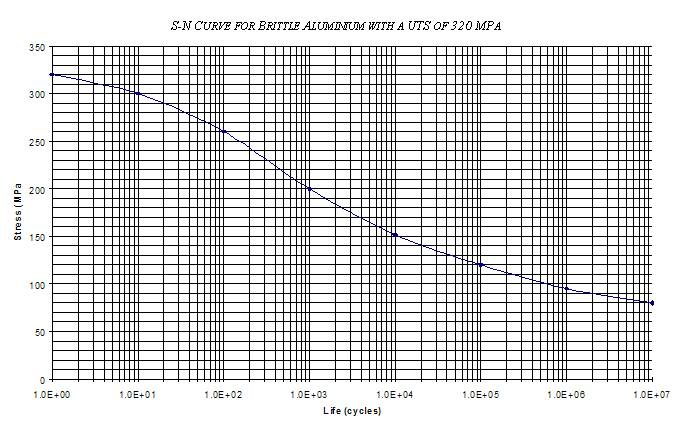
Крива Веллера. Горизонтальна вісь — число циклів (N), вертикальна — максимальне напруження циклу (σ_{max})

Грани́ця витрива́лості або грани́ця вто́ми (англ. fatigue limit) — максимальне за абсолютним значенням механічне напруження циклу, за якого ще не відбувається руйнування матеріалу від втоми протягом заданої кількості циклів навантажування.

## Основні поняття
Деталі, що працюють в умовах змінних напружень руйнуються в результаті втоми матеріалу за напружень менших, ніж границя міцності σв чи границя плинності σт. Здатність матеріалу сприймати багаторазову дію змінних напружень називається опором втомленості або витривалістю матеріалу. Характеристикою міцності матеріалу в цьому випадку виступає границя витривалості σR.
Величина границі витривалості матеріалів залежить від виду, структури і дефектів матеріалу, технології виготовлення й обробки, стану поверхні, середовища і температури випробувань, концентрації напружень, розмірів зразка, режиму навантажування тощо і може змінюватись (за найнесприятливіших умовах може зменшуватись у 5…10 разів у порівнянні з границею міцності матеріалу). Ці зміни викликають значні складнощі при проектуванні машин і конструкцій у зв'язку з необхідністю виключення їх втомних руйнувань. Для кожного випадку умов експлуатації границя витривалості визначається експериментально в умовах дії змінних напружень за певного виду циклу зміни навантаження.

## Класифікація
За видом циклу циклічного навантажування розрізняють:
- границю витривалості за симетричного циклу;
- границю витривалості за віднульового (пульсуючого) циклу.

За симетричного циклу (коефіцієнт асиметрії становить R=−1) границя витривалості в умовах розтягування-стискання позначається σ−1 в умовах кручення τ−1.

## Визначення границі витривалості

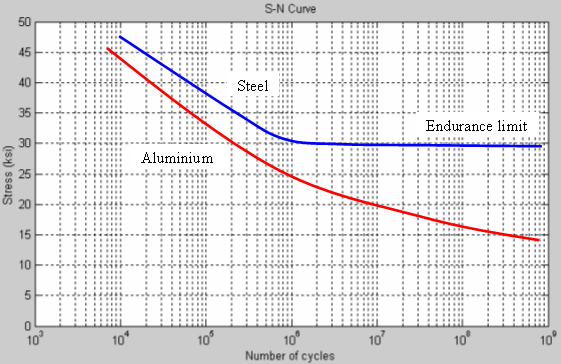
Криві втоми сталі (синій колір, границя витривалості є очевидною) та алюмінію (червоний колір, границя витривалості є невизначеною)

Для визначення границі витривалості матеріалу проводиться на випробувальній машині випробування на втому партії зразків (по 10 шт. на один рівень навантаження). Навантаження на окремі зразки даються такі, щоб вони руйнувались при різній кількості циклів навантажування в діапазоні циклів N=103…107.
Обробка отриманих експериментальних даних супроводжується побудовою по точках в координатах log(N)-σmax кривої втоми, яку в літературі часто називають кривою Веллера.
Для вуглецевих сталей за нормальних температур, починаючи з числа циклів N0 = 106…107 (для гартованих сталей N0 = 108), крива втоми стає практично горизонтальною, тобто зразки, що витримали вказане число циклів, не будуть руйнуватись за подальшого збільшення числа циклів. Найбільше значення максимального напруження, за якого із заданою ймовірністю неруйнування зразок чи деталь може витримати практично безконечне число циклів зміни напружень, приймається за границю витривалості. Число циклів N0 називається базовим числом циклів.
Сплави кольорових металів, а також усі матеріали за високих температур мають криві втоми без горизонтальних ділянок, навіть за дуже малих рівнів напруження. В таких випадках визначається обмежена границя витривалості σN, що відповідає визначеній базі випробувань NN = (1…3)·106. Зв'язок між границею витривалості σR і обмеженою границею витривалості σN можна встановити за
допомогою залежності між σ та N для похилої ділянки кривої втоми. Ця залежність достатньо точно і просто виражається степеневою функцією:
{\displaystyle \sigma ^{m}\cdot N=C,}
де: C — стала, що залежить від матеріалу;
m — показник степеня кривої втоми, який визначає кут її нахилу в логарифмічних координатах tgβ =1/m.
Це рівняння можна записати у вигляді:
{\displaystyle \sigma _{R}^{m}R_{0}=\sigma _{N}^{m}N_{N}.}
Звідси:
{\displaystyle \sigma _{N}=\sigma _{R}{\sqrt[{m}]{\frac {N_{0}}{N_{N}}}}=\sigma _{R}K_{L},}
де {\displaystyle K_{L}={\sqrt[{m}]{\frac {N_{0}}{N_{N}}}}} — коефіцієнт довговічності.
Ця залежність дозволяє вирішити зворотну задачу: визначити обмежену циклічну довговічність деталі (обмежений строк
служби в циклах), якщо амплітудне значення σа напружень буде перевищувати границю витривалості.
Визначення границь витривалості є досить трудомістким і тривалим процесом. Результати численних випробувань на втому зразків із різних матеріалів за різних деформацій показали, що значення границь витривалості залежить від границі міцності σв для одновісного розтягу. Для спрощених розрахунків в опорі матеріалів та при розрахунку деталей машин часто використовують емпіричні залежності, наприклад, для середньовуглецевих сталей приймають:
- для пульсуючого виду навантаження:
  - в умовах розтягу (стиску) σ0 = 0,52 σв;
  - в умовах згину σ0 = 0,6 σв;
  - в умовах кручення τ0 = 0,32 σв;
- для симетричного циклу навантаження:
  - в умовах розтягу (стиску) σ−1 = 0,36 σв;
  - в умовах згину σ−1 = 0,43 σв;
  - в умовах кручення τ−1 = 0,22 σв.

## Історичні дані
Найбільший вклад в наукові основи проектування металевих конструкцій, що піддаються циклічному навантаженню, вніс німецький інженер Август Велер (нім. August Wöhler) класичними дослідами із чавуном та сталлю в умовах повторного розтягування-стискування, результати яких були опубліковані в 1858—1870 роках. Л. Шпангенберг (Louis Spangenberg) в 1874 році уперше графічно зобразив результати досліджень, опублікованих А. Веллером у вигляді таблиць. Відтоді графічне представлення отриманої залежності між амплітудами напружень циклу і числом циклів до руйнування називають діаграмою (кривою) Веллера.